# Ropica subaffinis
Ropica subaffinis är en skalbaggsart som beskrevs av Stefan von Breuning 1968. Ropica subaffinis ingår i släktet Ropica och familjen långhorningar. Inga underarter finns listade i Catalogue of Life.